# اعتیاد به سفید بزرگ
هیجان سفید بزرگ (به انگلیسی: The Great White Hype) فیلمی است محصول سال ۱۹۹۶ و به کارگردانی رجینالد هودلین است. در این فیلم بازیگرانی همچون ساموئل ال. جکسون، جف گلدبلوم، دیمون وینز، کوربین برنسن، پیتر برگ، جان لاویتس، سالی ریچاردسن، جیمی فاکس، چیچ مارین، جان ریس-دیویس، راکی کرول، آرت ایوانز، ندرا ولتز ایفای نقش کرده‌اند.